# Zéfal
Zéfal (vorher AFA, dann Poutrait, dann Poutrait-Morin und dann wieder Zéfal) ist ein französischer Fahrradpumpen-Hersteller aus Jargeau an der Loire.

## Geschichte
AFA war ein französischer Hersteller von Fahrradpedalen für den Radrennsport, der 1880 gegründet wurde. Die Firma spezialisierte sich auf die Herstellung von Pedal-Haken, Pedal-Riemen, Klingeln und Gepäckträgern. Später benannte sich die Firma in Poutrait um.
In Kooperation mit den Radrennfahrern Octave Lapize und Eugène Christophe entwickelte die Firma Produkte unter den Marken Lapize und Christophe. Mit dem Unternehmer Etienne Sclaverand entwickelte und baute AFA Schlauchventile für Hochdruck – wie sie für Rennräder benötigt werden. Diese Ventile sind heute als „Französische Ventile“ oder „Presta Ventile“ weltweit verbreiteter Standard.
1900 wurde die Firma Morin von Edward Morin gegründet, die sich auf Hand- und Fußpumpen spezialisierte und  diese unter anderem unter dem Markennamen „Zefal“ vertrieb. 1935 schlossen sich die Firmen zu Poutrait-Morin zusammen. 1945 gründete Morin FREXA (France Export Association) zusammen mit anderen Herstellern aus Frankreich. 1949 ließ Poutrait-Morin die Solidbloc-Technik patentieren: Der Kolben der Handpumpe ist aus Aluminium gefertigt und kann bei größeren Drücken (größere Pascal-Werte können erreicht werden) schadfrei bestehen.
Unter dem Markennamen AFA wurden bis in die frühen 80er Jahre weiter Pedale und Zubehör vertrieben.

## Produkte
Zéfal produziert neben Luftpumpen auch weiteres Fahrradzubehör. Klassische Pedale, Pedalhaken und Klingeln vertreibt die Firma immer noch unter dem Namen Christophe.